# Juan de Nova

Franska sydterritoriernas flagga

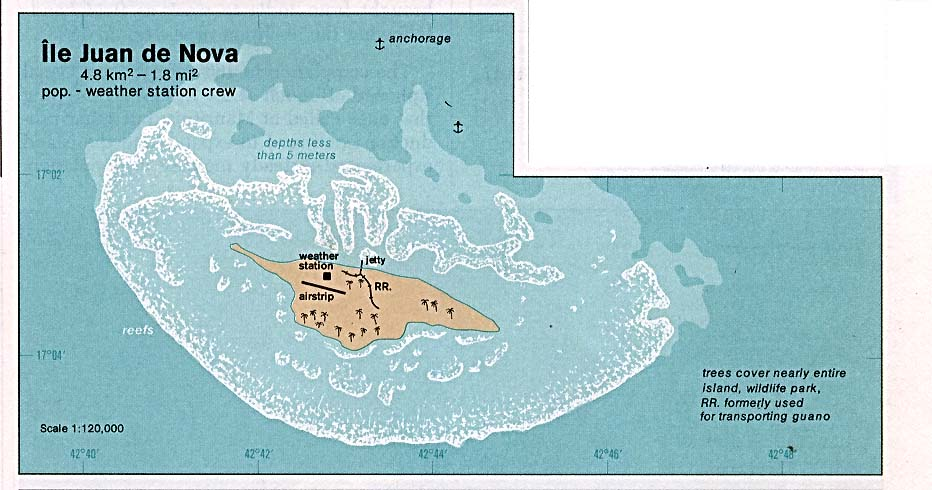
karta över Juan de Nova

Juan de Nova (franska, Îles Juan de/da Nova), även känd som Saint-Christophe, är sedan 1897 ett franskt utomeuropeiskt område och förvaltas direkt från Frankrike genom prefekten för de Franska sydterritorierna. Det ingår i de så kallade Îles Éparses.
Madagaskar gör sedan länge anspråk på området.

## Geografi
Territoriet utgörs av en obebodd tropisk ö i västra Indiska oceanen, cirka 288 kilometer från Afrikas kust och mellan Madagaskar och Afrika i mellersta Moçambiquekanalen. Ön har en area av cirka 4,4 km² och täcks till största delen av tät vegetation. Ön har två årstider, en regnperiod och en mer sval period.
De högsta punkterna på ön är de sanddyner som vinden bildat. Den högsta av dem är cirka tio meter hög. Ankarplats saknas och fartyg måste därför lägga till utanför kusten. Ön har ett litet flygfält, men det är endast ett pass i världen som ger tillträde till ön.

## Historia

### Upptäckt och namngivning av ön
Ön upptäcktes 1501 av en portugisisk expedition under ledning av João da Nova. Da Nova namngav först ön som Galega eller Agalega (på grund av att han kom från Galicien), men ön kom senare att namnges efter honom. Trots detta namngavs den under 1500-talet olika på olika kartor, bland annat som Johan de Nova, San-Christophoro eller Joa de Nova innan den slutligen officiellt namngavs Juan de Nova av den brittiske upptäcktsresanden William Fitzwilliam Owen. Historiskt sett har ön då och då förväxlats med den närliggande ön Bassas da India.

### Koloniseringen
Den införlivades 28 februari 1897 i kolonin Franska Madagaskar. Ön hade då aldrig varit bebodd. På den tiden var de enda besökarna fiskare från Madagaskar som jagade havssköldpaddor. År 1900 arrenderade en fransman ön efter att ha upptäckt dess guanofyndigheter, vilka han sålde som konstgödsel. 1923 var öns export av guano 53 000 ton.

### Efter koloniseringen
Ett flygfält byggdes på ön redan 1934, samtidigt som exporten av guano fortsatte i flera decennier till, med undantag för andra världskriget. Ön övergavs helt under andra världskriget. Efter kriget började man bygga olika byggnader på ön som skulle bli till hjälp för utvinningen av fosfat. Bland byggnaderna fanns ett fängelse, lagerlokaler och en kyrkogård. De som arbetade med att utvinna fosfat var främst arbetare från Mauritius och Seychellerna. Arbetsförhållandena var extremt hårda, med regelbrott som bestraffades med prygel eller fängelse. År 1968 gjorde dock mauritiska arbetare uppror. Detta, och att priset på fosfat gått ner, gjorde att utvinningen avstannade helt. De sista arbetarna lämnade ön 1975. År 1963 installerades en väderstation som skulle utföra regelbundna avläsningar av temperatur och lufttryck.
År 1974 beslutade den franska regeringen att etablera militära avdelningar på de olika öarna i och kring Moçambiquekanalen. Deras syfte var att stävja Madagaskars anspråk på dessa territorier. Juan de Nova tilldelades en liten garnison med plats för cirka 14 soldater. Trupperna fick livsmedel och annat nödvändigt från flyg var 45:e dag.
Efter Madagaskars självständighet 1960 har ön administrerats via Réunion och sedan 2005 via Franska sydterritorierna.

## Flora och fauna

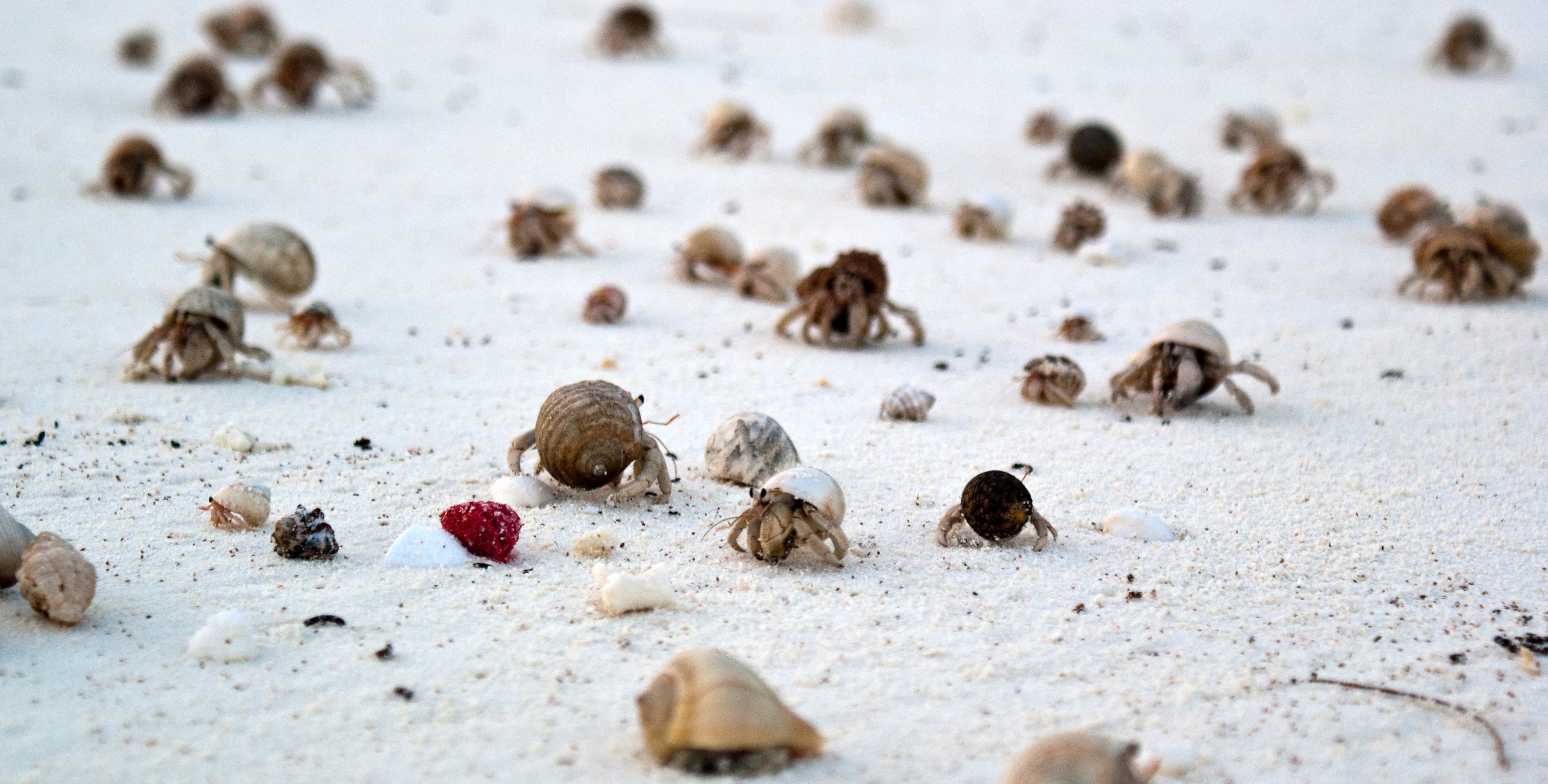
Små eremitkräftor på Juan de Nova.

Ungefär fyra gånger om året kommer forskare till Juan de Nova för att studera dess växt- och djurliv. Trots att vetenskapsmän forskat om öns ekosystem länge finns det mycket kvar att studera. Forskare från Université de Réunion har studerat sjöfåglar runt ön och kommit fram till att över 2 miljoner tärnor ofta söker skydd på ön. Juan de Nova klassificieras enligt Birdlife International som ett viktigt fågelområde eftersom nästan 100 000 par av sottärnor häckar på ön per år.